# Povijest Novog Zelanda
Povijest Novog Zelanda (maorski: Aotearoa) može se datirati od razdoblja između 1320. i 1350. kada je počelo glavno razdoblje naseljavanja, nakon što su ga otkrili i naselili Polinežani, koji su razvili posebnu kulturu Maora.
Kao i druge pacifičke kulture, maorsko društvo bilo je usredotočeno na rodbinske veze i vezu sa zemljom, ali je, za razliku od njih, bilo prilagođeno hladnom, umjerenom okruženju, a ne toplom, tropskom.
Prvi europski istraživač za kojeg se zna da je posjetio Novi Zeland bio je nizozemski moreplovac Abel Tasman, 13. prosinca 1642. Godine 1643. ucrtao je zapadnu obalu Sjevernog otoka, a njegova ekspedicija je zatim otplovila natrag u Bataviju ne kročivši nogom na novozelandsko tlo. Britanski istraživač James Cook, koji je stigao do Novog Zelanda u listopadu 1769. na prvom od svoja tri putovanja, bio je prvi Europljanin koji je oplovio i kartografirao Novi Zeland. Od kasnog 18. stoljeća zemlju su redovito posjećivali istraživači i drugi pomorci, misionari, trgovci i pustolovi.
Dana 6. veljače 1840. potpisan je Ugovor iz Waitangija između predstavnika Ujedinjenog Kraljevstva i raznih maorskih poglavica, u početku u Waitangiju, a tijekom sljedećih tjedana na drugim lokacijama diljem zemlje. Dana 21. svibnja 1840. Novi Zeland je ušao u Britansko Carstvo kada je William Hobson proglasio britanski suverenitet u Kororareki, nakon čega je postao guverner. Sporovi oko različitih verzija Ugovora i želje doseljenika da steknu zemlju od Maora doveli su do Novozelandskih ratova od 1843. Došlo je do opsežnoga britanskoga naseljavanja tijekom 19. stoljeća i početkom 20. stoljeća. Učinci europskih zaraznih bolesti, Novozelandski ratovi i nametanje europskog ekonomskog i pravnog sustava doveli su do toga da je većina novozelandske zemlje prešla iz maorskog u europsko (Pākehā) vlasništvo, a Māori su osiromašili.
Kolonija je dobila odgovornu vladu 1850-ih.
Od 1890-ih novozelandski parlament donio je niz progresivnih inicijativa, uključujući pravo glasa za žene i starosne mirovine. Nakon što je 1907. postao samoupravni Dominion s Britanskim Carstvom, Novi Zeland je ostao entuzijastičan član Carstva, a preko 100 000 Novozelanđana borilo se u Prvom svjetskom ratu kao dio Novozelandskih ekspedicijskih snaga. Nakon rata, Novi Zeland je potpisao Versailleski ugovor (1919.), pridružio se Ligi naroda i vodio samostalnu vanjsku politiku, dok je njegovu obranu još uvijek kontrolirala Britanija. Kad je 1939. izbio Drugi svjetski rat, Novi Zeland je pridonio obrani Britanije i ratu na Pacifiku; zemlja je dala oko 120 000 vojnika. Od 1930- ih gospodarstvo je bilo visoko regulirano i razvijena je opsežna socijalna država. Od 1950-ih Maori su se u velikom broju počeli seliti u gradove, a kultura Maora doživjela je renesansu. To je dovelo do razvoja maorskog prosvjednog pokreta koji je zauzvrat doveo do većeg priznavanja Ugovora iz Waitangija u kasnom 20. stoljeću.
Gospodarstvo zemlje pretrpjelo je posljedice globalne energetske krize 1973. godine, gubitka najvećeg izvoznog tržišta Novog Zelanda nakon ulaska Britanije u Europsku ekonomsku zajednicu i neobuzdane inflacije. Godine 1984. izabrana je četvrta laburistička vlada usred ustavne i ekonomske krize. Intervencionistička politika treće nacionalne vlade zamijenjena je "rogernomikom", predanošću slobodnom tržišnom gospodarstvu. Vanjska politika nakon 1984. postala je neovisnija, posebno u nastojanjima za zonu bez nuklearnog oružja. Naknadne vlade općenito su zadržale tu politiku, iako su donekle ublažile etos slobodnog tržišta.